# مصطفی‌قلی کمال هدایت
مصطفی‌قلی کمال هدایت (۱۲۵۷–۱۳۲۸) ملقب به فهیم‌الدوله، دیپلمات و وزیر ایرانی و فرزند حسین‌قلی مخبرالدوله بود.
تحصیلات خود را در رشتهٔ حقوق در فرانسه به پایان برد و پس از بازگشت به ایران به نمایندگی دورهٔ نخست مجلس شورای ملی انتخاب شد. او در کابینهٔ محمدولی سپهدار اعظم و کابینهٔ سوم حسن پیرنیا (مشیرالدوله) وزیر پست و تلگراف و مدتی وزیرمختار ایران در سوئیس بود. همچنین در کابینهٔ فتح‌الله سپهدار اعظم کفیل وزارت خارجه بود.
وی همچنین برای مدتی (۱۳۲۰) استاندار استان کرمانشاه بود.